# Marcel Cremer
Marcel Cremer (* 4. Juni 1955 in Crombach in Belgien; † 20. Dezember 2009 in Köln) war ein belgischer Regisseur.

## Leben
Cremer wurde 1955 in Crombach bei St. Vith in Belgien geboren. Er studierte Germanistik, Niederlandistik und Theaterwissenschaft an der Universität Lüttich (Ulg). 1979 gründete er Agora, das Theater der Deutschsprachigen Gemeinschaft Belgiens. Seit der Gründung des Theaters war er künstlerischer Leiter, Regisseur und Autor des AGORA-Ensembles. Marcel Cremer arbeitete zudem als Gastregisseur in Deutschland, Österreich, Frankreich und Belgien.
In seiner Arbeit spielt das autobiographische Theater eine zentrale Rolle, dessen Begriff er maßgeblich mitgeprägt hat. Die Methode geht davon aus, dass der Reichtum eines Spielers, eines jeden Menschen seine Biographie ist.

## Auszeichnungen
Im Laufe seiner Tätigkeit als Regisseur erhielt Marcel Cremer zahlreiche Auszeichnungen für seine Inszenierungen, u. a.: den Kölner Theaterpreis, den Theaterpreis der Stadt Göppingen, den Marburger Kinder- und Jugendtheaterpreis, den Hauptpreis der Presse, den Preis der Jury und den Preis der Stadt Huy des Festivals „Rencontres Théâtre Jeunes Publics“ in Huy und den Traumspiele-Preis: dotiert mit einer integralen Verfilmung und Ausstrahlung von Der kleine rote Prinz durch das ZDF. Für sein Theater-Buch Der unsichtbare Zuschauer wurde er posthum im Februar 2010 mit dem Preis des Parlamentes der Deutschsprachigen Gemeinschaft ausgezeichnet.

## Inszenierungen beim AGORA Theater, Belgien
- Die Ermittlung, von Peter Weiss [1981]
- Martha, die letzte Wandertaube, von Dietmar Roberg [1981]
- Soldaten. Eine Collage zum Thema Militär [1983]
- Baal, von Bertolt Brecht [1983]
- Der Teufel mit den drei goldenen Haaren, von Friedrich Karl Waechter [1984]
- Aquarium. Eine Vision vom Tode des Individuums im Wasser [1985]
- K, nach Motiven aus dem Roman Der Prozess von Franz Kafka [1986]
- Der Zauberpinsel, von Edmund Stoffels & Marcel Cremer nach einem chinesischen Märchen [1986]
- Algunas Bestias. Ein poetisches Plädoyer für die Menschenrechte mit Gedichten von Pablo Neruda, Bertolt Brecht, Yannis Ritsos, Nazim Hikmet, Federico García Lorca [1988]
- Schnarchen Steine nachts, von Helga Schaus-Kohnen, Marcel Cremer & Ensemble [1988]
- Jubiläum, von George Tabori [1990]
- Schräge Vögel, von Marcel Cremer & Ensemble [1990]
- Kolibris im Kopf, von Peter Hauser [1992]
- VW, belgisch-deutsche Co-Produktion, mit Musik von Tom Waits und einem Gedicht von Karl Valentin [1992]
- Der stumme See, von Roland Schumacher, Marcel Cremer & Ensemble [1992]
- Irgendwo | Quelque Part, nach Das Märchen vom Wünschen von Arthur West [1993]
- Der weiße Dampfer | Le Blanc navire, nach Motiven der gleichnamigen Erzählung von Tschingis Aitmatow [1994]
- Pilgrims, belgisch-deutsche Co-Produktion [1995]
- Wolkenschaf und Regenhund, von Marcel Cremer & Ensemble [1995]
- Ö et NOUS, Co-Produktion Österreich/Wales/Belgien, zum Thema 1000 Jahre Österreich [1996]
- Mai 1917, Co-Produktion Deutschland/Frankreich/Belgien [1996]
- Woyzeck, von Georg Büchner [1996]
- Prinzessin Bammel | Princesse Trouillette | Prinsessje Angsthaas, von Marcel Cremer & Ensemble [1997]
- Juliette et Roméo, nach William Shakespeare in einer freien lyrischen Adaptation von Carl Norac [1999]
- Die Kartoffelsuppe | La soupe à la patate, von Helga Schaus & Marcel Cremer [1999]
- Der kleine rote Prinz | Le petit prince écarlate, von Marcel Cremer & Ensemble [2000]
- Der Mann, der die Bäume pflanzte, in Zusammenarbeit mit Roland Schumacher [2001]
- Die Rabenfrau | Le femme corbeau, Co-Produktion mit Studiobühne Köln [2002]
- Rabennacht | La nuit des corbeaux, Co-Produktion mit Theater Marabu [2002]
- Das schwimmende Nest | Le nid flottant. Nach Motiven aus Der Junge und das Meer von Tschingis Aitmatov. [2003]
- Mein erster Lehrer | Mon premier institutéur, [2004]
- Die Kreuzritter | Les Croisés, von Marcel Cremer & Ensemble [2005]
- Das Pferd aus Blau | Le Cheval de Bleu | Het Paard van Blauw, [2006]
- Der gute Hirte | Le bon berger, [2007]
- Wanted Hamlet, von Marcel Cremer & Ensemble, in Zusammenarbeit mit der Studiobühne Köln. [2008]
- Deux ennemis inséparables | Zwei unzertrennliche Feinde, von Marco Baliani & Maria Maglietta [2008]